# Ланга
Ланга (на албански: Llangë или Llanga) е село в Република Албания, община Либражд, област Елбасан.

## География
Селото се намира в областта Голо бърдо.

## История
В „Етнография на вилаетите Адрианопол, Монастир и Салоника“, издадена в Константинопол в 1878 година и отразяваща статистиката на населението от 1873, Ланга (Langa) е посочено като село с 15 домакинства, като жителите му са 28 албанци мюсюлмани.
През 1913 година в резултата на Балканската война Ланга влиза в границите на новосъздадената Албания.
В рапорт на Сребрен Поппетров, главен инспектор-организатор на църковно-училищното дело на българите в Албания, от август 1930 година Ланга е отбелязано като село със 17 къщи албанци.
В 1940 година Миленко Филипович пише, че Ланга е албанско село, махала на Забзун.
До 2015 година селото е част от община Стеблево.